# 法政大学短期大学部
法政大学短期大学部（日语：／ Hosei Daigaku Tanki Daigakubu *），简称法政短大，是过去一所位于日本神奈川县川崎市中原区的私立短期大学。

## 概要

### 简介
- 学校法人法政大学经营之短期大学了、法政大学的源流即东京法学社(成立于1890年)[1]。短期大学为于1950年开办、同时招収男女学生到1980年、停办于1985年[2]。

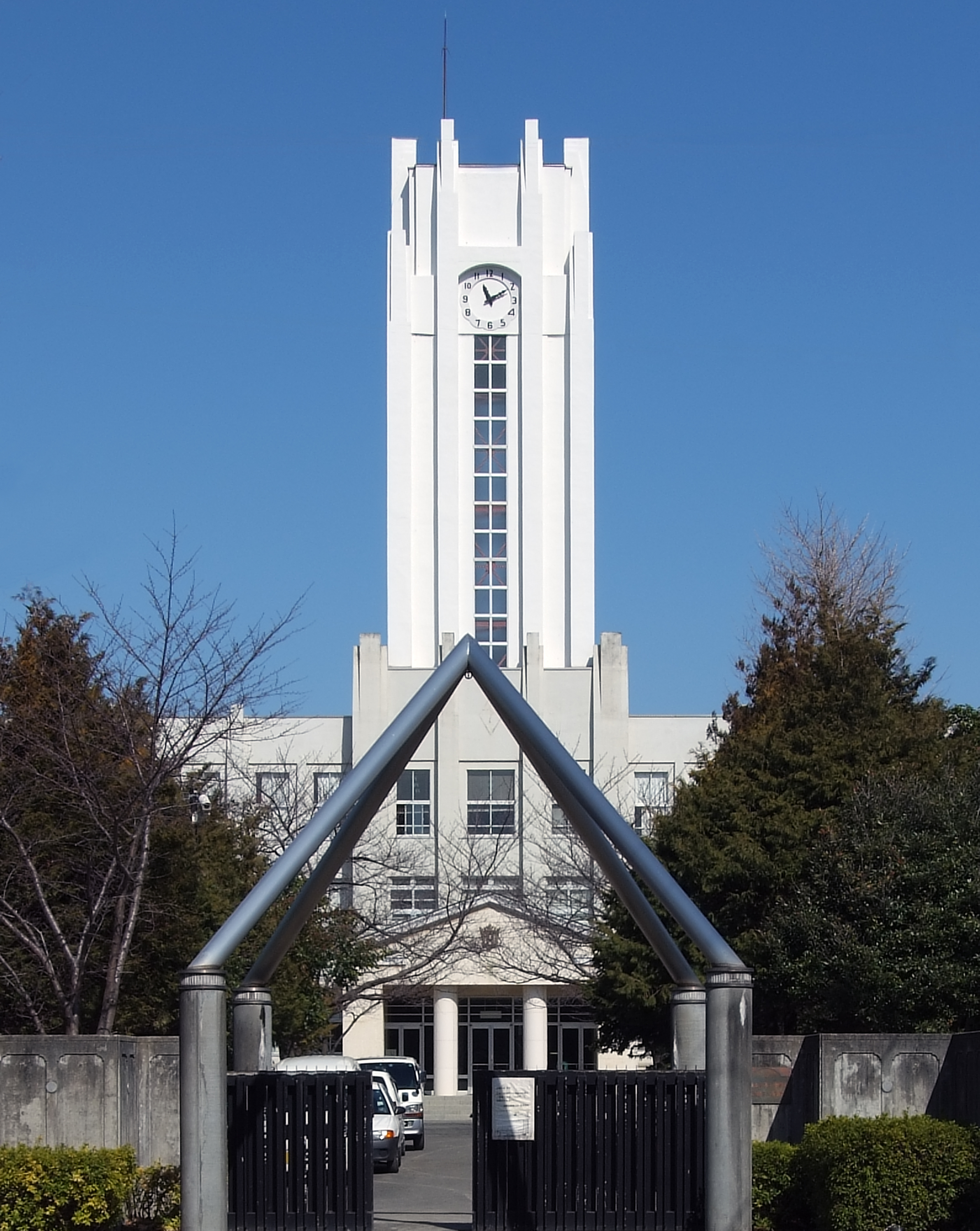
短大舊校區，現改為法大高中部

### 历史
- 1950年 法政大学短期大学部成立并同时设置两个学科、以下列举。
  - 商经科第二部
    - 商业专攻[注 2]
    - 经济专攻[注 2]

  - 工科电信工学专攻
- 1962年 机械科第二部成立。工科电信工学专攻改编为电信科第二部。
- 1980年 最后一年招生、次年停止招生（正式停办于1985年4月1日[2]）。

## 学校环境
- 校区：在了神奈川县川崎市中原区[注 1]

## 组织

### 学科
| - 商经科第二部 - 商业专攻 - 经济专攻 - 电信科第二部 - 机械科第二部 |

### 专科
| - 没有 |

### 业余课程
| - 没有 |

## 相关链接
- 日本短期大学列表
- 法政大学